# ویکتوریا پرت
ویکتوریا پرت (انگلیسی: Victoria Pratt؛ زادهٔ ۱۸ دسامبر ۱۹۷۰) یک هنرپیشه اهل کانادا است.
در چسلی، انتاریو بزرگ شد. او در برنامه حرکت شناسی در دانشگاه یورک در تورنتو شرکت کرد و با درجه تمجید فارغ التحصیل شد.